# リチャード・ボールドウィン
リチャード・E・ボールドウィン（Richard E. Baldwin、1958年6月27日
-）は、国際経営開発研究所の国際経済学の教授、経済政策ポータルサイト「VoxEU」の創設者かつ編集長。2007年6月にVoxEUを設立し、2014年から2018年まで経済政策研究センターの会長を務めた。また、全米経済研究所のリサーチ・アソシエイトでもあり、欧州経済学会の理事にも2度選出されている。「このグローバルな混乱の時代における最も重要な思想家の一人」と評されている。

## 経歴
1980年にウィスコンシン大学マディソン校で学士号を取得後、1981年にロンドン・スクール・オブ・エコノミクスで修士号を、1986年にマサチューセッツ工科大学でポール・クルーグマンの指導のもと博士号を取得。クルーグマンとは複数の論文を共著している。
フィンランドのトゥルク経済経営大学、スイスのザンクトガレン大学、ペルーのペルー・カトリカ大学から名誉博士号を授与された。NGOの国際経済学会より2021年にシュンペーター＝ハーベラー特別フェローに選ばれた。
1986年から1989年までコロンビア大学ビジネススクールの助教授、1989年から1991年まで准教授、1991年から2023年まで国際・開発研究大学院の教授を務めた。
また、1990–1991年にはアメリカ合衆国大統領経済諮問委員会で貿易政策を担当。1980年代初頭には国際連合貿易開発会議（UNCTAD）のアソシエイト・エコノミック・アフェアーズ・オフィサーを務めた。
2003年にMIT、2012〜2015年にオックスフォード大学で客員研究教授を務め、ナフィールド・カレッジのアソシエイトメンバーでもあった。EU、OECD、世界銀行、EFTA、USAIDなど多くの政府・国際機関の顧問を歴任。

## 研究
グローバル化、国際貿易、地域主義、WTO、ヨーロッパ統合、経済地理、政治経済学、経済成長の分野で多数の研究を発表し、グローバル化の経済的要因とリスクに関する専門家として広く知られている。
2016年には一般読者向け初の著書『The Great Convergence』を刊行し、『フィナンシャル・タイムズ』と『エコノミスト』で2016年のベストブックに選ばれた。
2019年にはデジタル技術が先進国のサービス・専門職の仕事をどう変えるかを論じた『The Globotics Upheaval』を出版し、6か国語に翻訳された。またチャールズ・ウィプロスとの共著『Economics of European Integration』はマグロウヒルから第7版が刊行されている。

## 主な著作
- Baldwin, Richard, Towards an Integrated Europe, CEPR Press, 1994.
- Baldwin, Richard E., and J. Francois, Dynamic Issues in Commercial Policy Analysis. Cambridge University Press, 1999.
- Baldwin, R., D. Cohen, A. Sapir, and A. Venables (1999). Market Integration, Regionalism and the Global Economy. Cambridge University.
- Baldwin, R. and Aymo Brunetti (2001). Economic Impact of EU Membership on Entrants: New Methods and Issues. Springer.
- Baldwin, R., Forslid, R., Martin, P., Ottaviano, G., & Robert-Nicoud, F. (2011). Economic geography and public policy. Princeton University Press.
- Baldwin, R., Kawai, M., Wignaraja, G. (2015). A World Trade Organization for the 21st Century: The Asian Perspective. Edward Elgar Publishing.
- Baldwin, R. and C. Wyplosz (2016). The Economics of European Integration. McGraw-Hill Inc.
- Baldwin, R. (2016). The Great Convergence, Harvard University Press.
- Baldwin, R. (2019). The Globotics Upheaval: Globalization, Robotics, and the Future of Work. Oxford University Press.